# 김히어라
김히어라(1989년 3월 18일~)는 대한민국의 배우이다.

## 학력
- 상지여자중학교 (졸업)
- 북원여자고등학교 (졸업)
- 청강문화산업대학교 뮤지컬스쿨 전문학사 (졸업)
- 서울예술대학교 공연창작학부 학사 (졸업)

## 뮤지컬
- 2009년 《살인마 잭》... 앙상블 역
- 2009년 《제 4회 CJ영페스티벌 수상작 공연 - 뮤직박스》 ...  이하나 역
- 2010년 《굿모닝 학교》 ... 민이 사회 선생님 역
- 2010년 《잭 더 리퍼》 ... 앙상블 역
- 2011년 《잭 더 리퍼》 ... 앙상블 역
- 2012년 《인당수 사랑가》 ... 앙상블 역
- 2012년 《서편제》 ... 앙상블 역
- 2013년 《대구국제뮤지컬페스티벌- 유엔미》 ... 사랑 역
- 2014년 《풀하우스》 ... 앙상블 역
- 2014년 《살리에르》 ... 앙상블 역
- 2015년 《살리에르 리멤버 콘서트》 ... 카트리나 역
- 2016년 《팬레터》... 히카루 역
- 2016년 《리틀잭》 ... 줄리 역
- 2017년 《리틀잭》 ... 줄리 역
- 2017년 《찌질의 역사》 ... 설하 역
- 2017년 《팬레터》 ... 히카루 역
- 2018년 《이블데드》 ... 린다 역
- 2018년 《카리마조프》 ... 그루샤 역
- 2018년 《마리 퀴리》... 안느 역
- 2018년 《봄밤》... 오순 역
- 2018년 《베르나르다 알바》... 어린 하녀 역
- 2019년 《달과 6펜스》 ... 미쉘 역
- 2021년 《유진과 유진》 ... 작은 유진 역
- 2021년 《베르나르다 알바》 ... 아델라 역

## 연극
- 2021년 《관부연락선》- 윤심덕 역
- 2020년 《무모할지라도, 안티고네》- 안티고네 2, 메신저 시종 역
- 2019년 《보도지침》- 여자 역
- 2017년 《베헤모스》- 멀티 역
- 2016년 《천사여, 고향을 보라》- 로라 역
- 2014년 《유령놀이》- 지연 역

## 출연작

### 드라마
- 2021년 tvN 금토드라마 《배드 앤 크레이지》 ... 용사장 역
- 2021년 tvN 목요드라마 《슬기로운 의사생활》 ... 안성주 역
- 2021년 JTBC 금토드라마 《괴물》 ... 방주선 역
- 2022년 ENA 수목드라마 《이상한 변호사 우영우》 ... 계향심 역
- 2022년 KBS2 수목드라마 《진검승부》 ... 태형욱 역
- 2022년 Netflix 오리지널 드라마 《더 글로리》 … 이사라 역
- 2023년 tvN 토일드라마 《경이로운 소문 2: 카운터 펀치》 ... 겔리 버허드 역
- 2023년 tvN 단막극 《O'PENing - 나를 쏘다》 … 서동남고 사격 코치 역 (특별출연)

### 영화
- 2006년《내 가슴속의 락앤롤》 ... 재미나 역

## 수상 및 후보
| 연도 | 시상식              | 부문                   | 작품      | 결과 |
| ---- | ------------------- | ---------------------- | --------- | ---- |
| 2023 | 제59회 백상예술대상 | TV부문 여자 신인연기상 | 더 글로리 | 후보 |